# Associação Atlética Internacional (Limeira)
A Associação Atlética Internacional, conhecida também como Inter de Limeira, é um clube de futebol brasileiro sediado na cidade de Limeira, no estado de São Paulo. Sua fundação ocorreu em 5 de outubro de 1913, sendo resultado da fusão de dois clubes amadores locais. O primeiro confronto oficial, contra o Sport Clube Carioba, foi realizado em Americana, uma semana após a criação do clube. Na década de 1920, a agremiação recebeu a designação de "Leão da Paulista" pela mídia paulistana, em virtude do desempenho notável em um jogo contra o  Palestra Itália.
O primeiro título da Inter de Limeira foi conquistado em 1961, quando triunfou na extinta Série Algodoeira. Em 1966, alcançou o título da terceira divisão estadual, assegurando assim o direito de participar em competições oficiais da Federação Paulista de Futebol (FPF). Contudo, à época, o clube não possuía um estádio que atendesse aos padrões da entidade, resultando em sua licença até a conclusão do estádio Major José Levy Sobrinho, inaugurado em 1977 com uma partida contra o Corinthians. Na ocasião, este se tornou o segundo maior campo de futebol do estado, sendo superado apenas pelo estádio Cícero Pompeu de Toledo.
A Inter de Limeira conquistou o título da segunda divisão estadual em 1978, cuja definição ocorreu apenas no ano seguinte, devido a questões jurídicas. Isso possibilitou a participação da equipe pela primeira vez na divisão principal do torneio. Ao longo da década de 1980, a equipe competiu em torneios estaduais e nacionais, destacando-se como campeã do Campeonato Paulista de 1986 e da Série B do Campeonato Brasileiro de 1988.
Entre as décadas de 1990 e 2010, a Inter de Limeira enfrentou diversos rebaixamentos, chegando a disputar a quarta divisão estadual em 2010. Entretanto, em 2019, o clube conquistou o vice-campeonato da segunda divisão, garantindo assim o retorno à elite do futebol estadual.

## História

### Fundação e anos iniciais (1913–1926)
Em 1912, os clubes de futebol de Limeira eram o Almofadinhas e o Barroquinha. O primeiro, considerado o time da elite, realizava treinos e jogos em um campo próximo ao Asilo de Mendicidade. Por sua vez, o segundo era uma equipe da "massa popular" e utilizava um campo de terra localizado na antiga rua do Comércio. Em 5 de outubro de 1913, a fusão dos dois deu origem à Inter de Limeira, nome escolhido como uma homenagem aos imigrantes estabelecidos na cidade. Uma semana após sua fundação, em 12 de outubro, disputou sua primeira partida oficial contra o Sport Clube Carioba, na cidade de Americana.
Em 1921, a família Levy adquiriu e promoveu alterações estruturais no terreno que abrigava o campo de terra da Inter de Limeira. A equipe permaneceu invicta nesse campo por 212 partidas até 15 de dezembro de 1924, quando foi derrotada pelo Palestra Itália, recebendo da mídia paulistana o epíteto de "Leão da Paulista".
Em 26 de setembro de 1926, a Inter de Limeira protagonizou outro evento notável ao vencer o Club Athletico Paulistano por 2 a 1, após o clube da capital retornar de uma bem-sucedida excursão pela Europa.

### Décadas que antecederam o profissionalismo (1948–1974)
Na metade da década de 1940, a FPF sugeriu aos 13 clubes formadores a oficialização da "série preta", a segunda divisão profissional, excluindo representantes de cidades com menos de 50 mil habitantes. Em 1948, a Inter de Limeira participou pela primeira vez dessa competição, conquistando imediatamente o vice-campeonato.
Em 1961, o clube alcançou seu primeiro troféu ao vencer a final da extinta Série Algodoeira contra a Inter de Bebedouro. Cinco anos depois, em 1966, conquistou o título da terceira divisão, equivalente na época à segunda divisão estadual. No entanto, devido à falta de um estádio que atendesse aos padrões da entidade, licenciou-se. Ao longo de nove anos, a Inter de Limeira passou por uma reestruturação, retornando ao futebol profissional em 1974.

### Títulos da década de 1980
A década de 1980 foi a mais gloriosa da história da Inter de Limeira. No início, terminou o Campeonato Paulista em quarto lugar, avançando para o quadrangular final e sendo eliminada pelo São Paulo. Contudo, esse desempenho concedeu ao clube o direito de disputar a antiga Taça de Ouro de 1981, alcançando as quartas-de-finais. Em 1986, conquistou seu maior triunfo ao sagrar-se campeã paulista, vencendo o Palmeiras na final. Dois anos depois, venceu a Série B do Campeonato Brasileiro.
Apesar dessas conquistas, o ano de 1989 marcou o rebaixamento da Inter de Limeira nas competições estadual e nacional, iniciando a decadência do clube na década seguinte.

### Consecutivos rebaixamentos (1990–2009)
Em 1991, a Inter de Limeira retornou à elite estadual, mas foi rebaixada novamente no ano seguinte, permanecendo na segunda divisão até 1996, quando conquistou o título vencendo a Portuguesa Santista na decisão. Entre 1996 e 2002, a equipe participou da primeira divisão estadual sem ameaças. No entanto, em 2003, foi rebaixada para a segunda divisão. Em 2008, desceu para a terceira e, em 2009, para a quarta.

### Ascensões estaduais e competições nacionais
Em 2010, a Inter de Limeira conquistou o acesso à terceira divisão, permanecendo até 2017, quando obteve o vice-campeonato e ascendeu novamente. Alcançou também o vice-campeonato da Copa Paulista, garantindo uma vaga na Copa do Brasil do ano seguinte. Na mencionada competição, eliminou o Rio Branco antes de sofrer uma derrota frente à Ponte Preta. Na Série A2 de 2018 do Campeonato Paulista, a equipe não logrou êxito na obtenção de classificação para as fases eliminatórias, encerrando sua participação no torneio na décima primeira colocação.
Em 2019, a Inter de Limeira teve uma campanha razoável na Série A2, terminando a primeira fase na sétima colocação. Posteriormente, eliminou Portuguesa Santista e XV de Piracicaba, sendo superada na final pelo Santo André. Apesar disso, conquistou o acesso à elite estadual após 14 anos em divisões inferiores.
Para a edição de 2020 da Série A1, contratou Elano como técnico. Com o objetivo de permanecer na divisão, a equipe teve uma campanha razoável, chegando à última rodada com chances de classificação para as quartas-de-final. No entanto, garantiu apenas a vaga para o Troféu do Interior, um torneio simbólico realizado em paralelo ao estadual. Nas quartas-de-final, eliminou a Ferroviária, mas na fase seguinte foi superada pelo Guarani.
Inicialmente, a campanha no estadual não foi suficiente para garantir à equipe uma vaga na Série D do Campeonato Brasileiro. Entretanto, com o acesso do Grêmio Novorizontino à Série C, a vaga foi repassada, resultando no retorno da Inter de Limeira a uma divisão nacional após 18 anos. Na Série D, encerrou a fase de grupos na quinta posição, empatada em pontos com o Bangu, último classificado do grupo, sendo eliminada nos critérios de desempate.

## Títulos

### Nacionais
- Campeonato Brasileiro - Série B: 1988[1]

### Regionais
- Taça dos Campeões Estaduais Rio-São Paulo: 1986[1]

### Estaduais
- Campeonato Paulista: 1986[1]
- Campeonato Paulista - Série A2: 1978,[1] 1996[1] e 2004[1]
- Campeonato Paulista - Série A3: 1966[1]

### Honorários
- Taça dos Invictos: 1986[1]